# Olaf Aakrann
Olaf Aakrann (* 3. September 1856 in Elverum; † 1. Mai 1904 in Kongsvinger) war ein norwegischer Maler.
Er besuchte die Technische Schule in Göteborg, erlernte die Berufe des Ingenieurs und Lithographen und nahm dann um 1890 bei Erik Werenskiold und Gerhard Munthe in Christiania (dem heutigen Oslo) Malunterricht. Schließlich besuchte er von 1893 bis 1896 die Malerschule Kristian Zahrtmanns in Kopenhagen. Auch unternahm er zu seiner weiteren Ausbildung Reisen ins Ausland, die ihn nach Wien, Berlin und 1898 nach Paris führten. Er wirkte insbesondere als Landschaftsmaler.